# Ніч смерті. Таємниця сомнії
«Ніч смерті. Таємниця сомнії» (індонез. Malam Pencabut Nyawa) — фентезійний трилер і фільм жахів 2024 року, знятий режисером Сідхартою Татою за сценарієм, який він написав разом з Амбарідзкі Рамадхантіо за романом Рагіеля Дж.П. У фільмі зіграли Девано Данендра, Кейся Левронка, Міха Ернан, Буді Рос, Фаджар Нугра та Рату Феліша. Фільм вийшов у кінотеатрах Індонезії 22 травня 2024 року.

## Сюжет
Після трагічної загибелі батьків підліток на ім'я Респаті починає бачити страшні сни. Він виявляє у себе незвичайну здатність: проникати в сни інших людей.
Коли Респаті розуміє, що його сни пов'язані зі смертями людей, він вирішує розгадати цю таємницю і зупинити серію загадкових смертей. Хлопець дізнається про існування «сомнії» – здатності керувати снами. Однак, чим глибше він занурюється у світ снів, тим більше небезпек його підстерігає.

## Акторський склад
- Девано Данендра — Респаті
- Кейся Левронка — Вулан
- Міха Ернан — Тірта
- Буді Рос — Сугіман
- Фаджар Нугра — Абдул
- Рату Феліша — Сукма

## Виробництво
У грудні 2023 року було оголошено, що компанія BASE Entertainment для нового фільму вибрала роман разом і оголосила про акторський склад. Про вихід фільму було оголошено у 2024 році.

## Поширення
«Респаті» вийшов на екрани кінотеатрів Індонезії 22 травня 2024 року. Під час показу в кінотеатрах його відвідали 400 414 осіб. 11 липня 2024 року він вийшов на екрани в країнах СНД, де зібрав 600 847 доларів США. 9 серпня 2024 року він вийшов у прокат у кінотеатрах В'єтнаму, де зібрав 116 268 доларів. 17 жовтня 2024 року фільм вийшов у прокат в Україні.
Фільм був показаний на різних кінофестивалях. Він був показаний на 28-му Міжнародному фестивалі фантастичного кіно в Пучхоні, змагаючись за «Вибір Пучхона». 2024 року він також був показаний на фестивалі Fantastic Fest та на 57-му кінофестивалі в Сіджесі.

## Нагороди
| Нагорода / Кінофестиваль                          | Дата церемонії      | Категорія                   | Одержувач(і)        | Результат |        |
| ------------------------------------------------- | ------------------- | --------------------------- | ------------------- | --------- | ------ |
| Міжнародний фестиваль фантастичних фільмів Пучхон | 4–14 липня 2024 р   | Вибір Пучхона – особливості | «Респаті»           | Номінація | [ 13 ] |
| Індонезійський кінофестиваль                      | 20 листопада 2024 р | Найкращі візуальні ефекти   | Едберт Джошуа Ангга | Номінація | [ 14 ] |

## Зовнішні посилання
- Ніч смерті. Таємниця сомнії на сайті IMDb (англ.)